# Zuccone Campelli
Lo Zuccone Campelli, alto 2.161 m s.l.m., è una montagna delle Prealpi Orobie, in Valsassina, in Provincia di Lecco.

## Descrizione

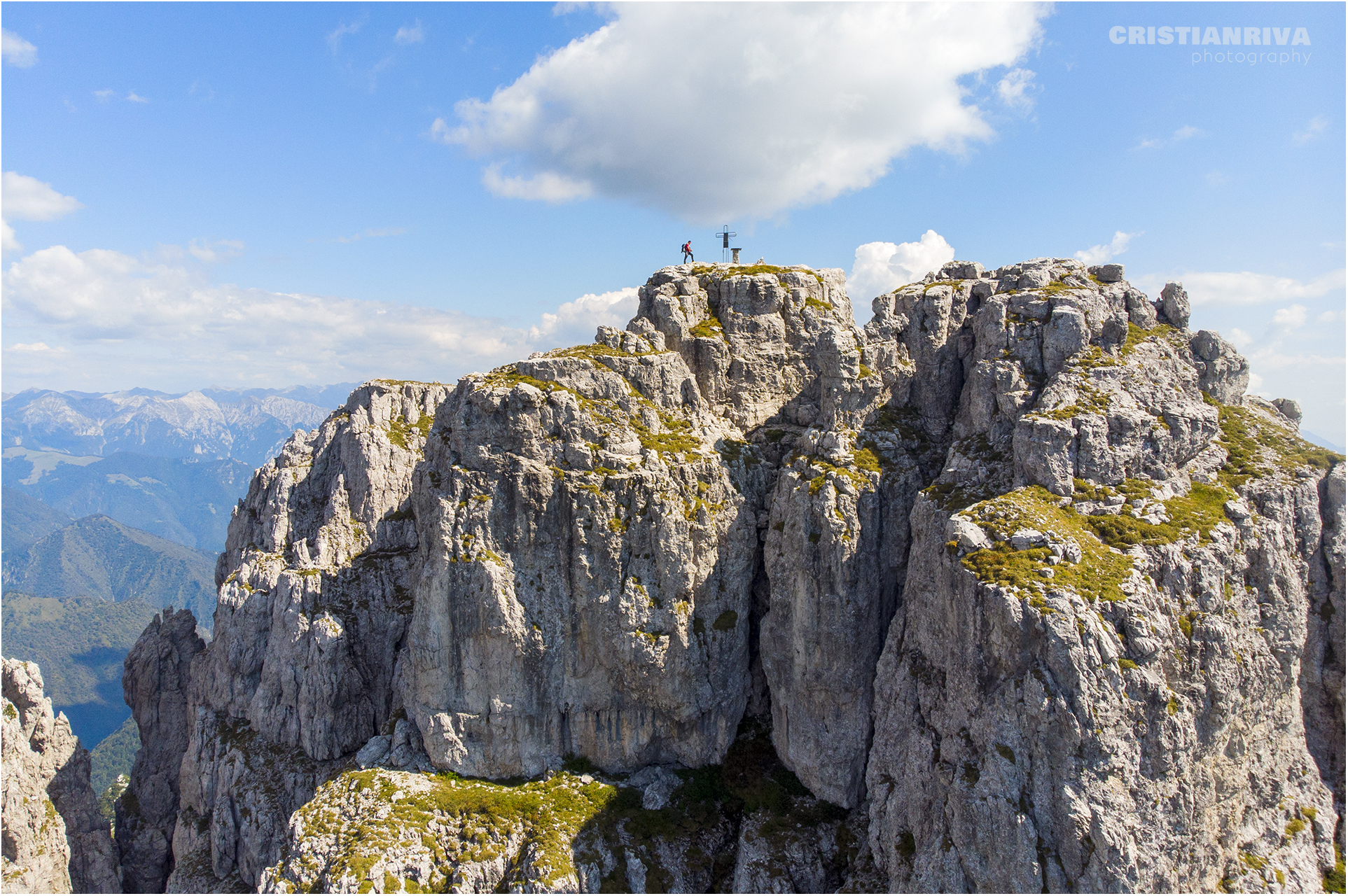
Veduta aerea dello Zuccone Campelli.

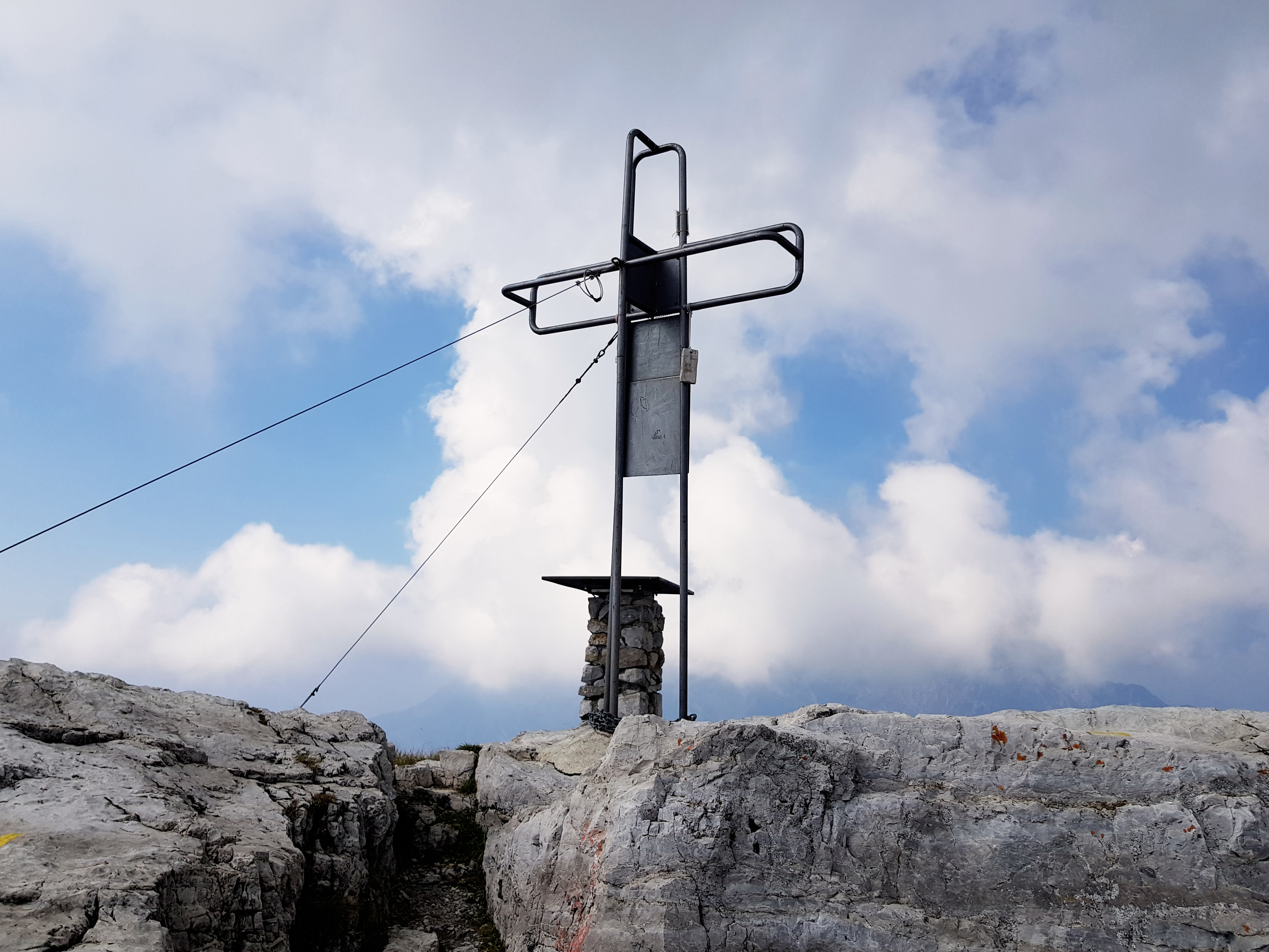
La croce di vetta dello Zuccone Campelli

Lo Zuccone Campelli è la cima più elevata del Gruppo dei Campelli, massiccio montuoso che contorna a semicerchio la parte superiore dei Piani di Bobbio, altopiano a ridosso della Provincia di Bergamo. Il lato occidentale è caratterizzato da imponenti pareti e creste di roccia calcarea, sulle quali sono state tracciate svariate vie alpinistiche nel corso degli anni. Il versante opposto ha invece pendenze più dolci ed erbose. Si trova tra lo Zucco Barbesino (2.152 m, più a nord) e lo Zucco Pesciola (2.092 m, più a ovest). Il Gruppo dei Campelli è noto per essere stato frequentato anche da famosi alpinisti, tra cui Riccardo Cassin e Vitale Bramani, fondatore dell'azienda Vibram.

## Accessi
Per raggiungere la vetta ci sono percorsi escursionistici sia dal lato ovest che da quello est. Dal versante che dà sui Piani di Bobbio il sentiero parte dal Rifugio Lecco e percorre il vallone sotto le pareti, per poi risalire un canalino a destra della cima, che porta ad una selletta. Si piega ora a sinistra e si raggiunge l'anticima superando un breve tratto aiutandosi con le mani. Da qui un intaglio attrezzato con catene e qualche roccetta conducono alla croce di vetta, dopo circa un'ora e mezza di salita. Sul versante orientale il tracciato inizia invece dal Rifugio Cazzaniga-Merlini e sale più dolcemente tra prati per arrivare poco più avanti dell'anticima, e da qui si congiunge con l'itinerario precedente.

Tra gli itinerari alpinistici ci sono la via ferrata Mario Minonzio, la via Comici/Cassin e la via Mauri/Castagna.